# グランドバッサ郡
グランドバッサ郡（グランドバッサぐん、英語: Grand Bassa County）は西アフリカリベリア共和国の15郡ある郡（County）の1つである。面積は7,932km2、人口は293,689人（2022年国勢調査）、中心地はブキャナン。
1839年1月5日に採択された憲法によって創設された2郡の内の一方で、モンセラード郡と並んで同国最古の郡のひとつである。1985年にリバーセス郡が分立した。

## 隣接行政区画
- マージビ郡
- ボン郡
- ニンバ郡
- リバーセス郡

## 下位行政区画
グランドバッサ郡は7の地区（District）に分かれている。
- District #1
- District #2
- District #3
- District #4
- Owensgrove District
- セントジョンリバー地区（St. John River District）